# 大衛·雷奇
大衛·雷奇（英語：David Leitch，1975年11月16日—），美國男導演、演員、特技演員、編劇、製片人和武術指導。他曾在《動作明星的自白》（2009年）中演出、《創：光速戰記》（2010年）的武術指導、《駭客任務完結篇：最後戰役》（2003年）的武術指導。他的導演處女作為2014年的《捍衛任務》。他創作並主演的《動作明星的自白》是一部效仿動作片的偽記錄片。
雷奇擔任過布萊德·彼特的替身五次、尚-克勞德·范·達美的替身兩次。在《神鬼認證：最後通牒》中他與工作團隊共同獲得了演員工會獎。

## 私生活
從2009年開始，雷奇與好萊塢女演員Maggie Q約會，至2011年結束關係。

## 作品列表

### 電影
| 年份 | 片名                   | 導演   | 監製 | 附註                      |
| ---- | ---------------------- | ------ | ---- | ------------------------- |
| 2014 | 《捍衛任務》           | 未掛名 | 是   | 與查德·史塔赫斯基共同執導 |
| 2017 | 《極寒之城》           | 是     | 否   |                           |
| 2018 | 《死侍2》              | 是     | 否   |                           |
| 2019 | 《玩命關頭：特別行動》 | 是     | 否   |                           |
| 2022 | 《子彈列車》           | 是     | 是   |                           |
| 2024 | 《特技玩家》           | 是     | 是   |                           |
| 2026 | 《如何抢银行》         | 是     | 是   |                           |

僅監製
- 《捍衛任務2：殺神回歸》（2017，執行製片人）
- 《捍衛任務3：全面開戰》（2019，執行製片人）
- 《無名弒》（2021）
- 《絕命凱特》（2021，執行製片人）
- 《暴戾夜》（2022）
- 《捍衛任務4》（2023，執行製片人）
- 《狠狠愛》（2025）
- 《無名弒2》（2025）
- 《芭蕾超速（英语：Ballerina Overdrive）》（TBA）

僅編劇
- 《打星自白（英语：Confessions of an Action Star）》（2005）

### 短片
| 年份 | 片名                  | 附註 |
| ---- | --------------------- | ---- |
| 2017 | 《死侍：好心沒好報》  |      |
| 2019 | 《雪鬥》（Snowbrawl） |      |

## 外部連結
- 大衛·雷奇在互联网电影资料库（IMDb）上的資料（英文）